# Baiami montana
Baiami montana là một loài nhện trong họ Stiphidiidae.
Loài này thuộc chi Baiami. Baiami montana được M.R. Gray miêu tả năm 1981.